# 207754 Stathiskafalis
207754 Stathiskafalis este o planetă minoră (asteroid) din centura de asteroizi. A fost descoperită pe 21 septembrie 2007 la Altschwendt⁠(d) de Wolfgang Ries⁠(d). 
Obiectul prezintă o orbită caracterizată de o semiaxă mare de 2,380350012329 UAi, o excentricitate de 0,19480952137196, o înclinație de 2,9591800323972 ° în raport cu ecliptica.